# 129
129 (CXXIX) var ett normalår som började en fredag i den julianska kalendern.

## Händelser

### Okänt datum
- De romerska legionerna bygger vid Lambese ett skydd för Numidien.
- Hadrianus fortsätter sin resa och inspekterar nu provinserna Caria, Sicilien, Kappadokien och Syrien.
- Diogenes efterträds som patriark av Konstantinopel av Eleutherius.

## Födda
- Galenos, grekisk filosof och läkare

## Avlidna
- Osroes I, kung av Partien